# Élection gouvernorale touvaine de 2021
L'élection gouvernorale touvaine de 2021 a lieu du 17 au 19 septembre 2021 afin d'élire le gouverneur de la république de Touva, l'une des 22 républiques de la fédération de Russie.
Le gouverneur sortant Vladislav Khovalyg est réélu à une large majorité des voix.

## Système électoral
Le gouverneur est élu au scrutin uninominal majoritaire à deux tours pour un mandat de cinq ans. Est déclaré élu le candidat ayant recueilli au premier tour la majorité absolue du total des suffrages, y compris les votes blancs et nuls. À défaut, les deux candidats arrivés en tête s'affrontent au second tour, et celui recueillant le plus de voix l'emporte,.

## Résultats
| Candidats                | Candidats                | Partis                   | Votes   | %     |
| ------------------------ | ------------------------ | ------------------------ | ------- | ----- |
|                          | Vladislav Khovalyg       | Russie unie              | 142 159 | 86,81 |
|                          | Choigana Seden-ool       | Parti communiste         | 6 623   | 4,04  |
|                          | Ailanmaa Kan-ool         | Les Verts                | 5 617   | 3,43  |
|                          | Vladimir Chesnokov       | Communistes de Russie    | 4 204   | 2,57  |
|                          | Andrey Sat               | Parti de la croissance   | 3 312   | 2,02  |
|                          | Votes blancs ou nuls     | Votes blancs ou nuls     | 1 851   | 1,13  |
|                          |                          |                          |         |       |
| Votes valides            | Votes valides            | Votes valides            | 161 915 | 98,87 |
| Votes blancs ou nuls     | Votes blancs ou nuls     | Votes blancs ou nuls     | 1 851   | 1,13  |
| Total                    | Total                    | Total                    | 163 766 | 100   |
| Abstention               | Abstention               | Abstention               | 34 108  | 17,24 |
| Inscrits / participation | Inscrits / participation | Inscrits / participation | 197 874 | 82,76 |